# Rioux-Martin
Rioux-Martin är en kommun i departementet Charente i regionen Nouvelle-Aquitaine i västra Frankrike. Kommunen ligger  i kantonen Chalais som ligger i arrondissementet Angoulême. År 2022 hade Rioux-Martin 221 invånare.

## Befolkningsutveckling
Antalet invånare i kommunen Rioux-Martin
Referens:INSEE